# Asociace samostatných odborů České republiky
Asociace samostatných odborů České republiky (ASO ČR) je sdružení nezávislých odborových svazů v České republice. ASO je druhou největší odborovou centrálou v Česku. Spolu s ČMKOS zastupuje odbory v Radě hospodářské a sociální dohody (tripartitě). Odborové svazy sdružené v ASO jsou politicky nezávislé, svobodné a mají vlastní identitu a sdružují cca 85 tisíc členů (r. 2017). Některé svazy mají zřízené své regionální pracoviště. Sekretariát ASO ČR sídlí v ulici Tyršova 1811/6 v Praze 2.

## Historie
ASO ČR vznikla v červenci 1995 a zakladateli byl Odborový svaz pracovníků zemědělství a výživy Čech a Moravy, Jednotný svaz soukromých zaměstnanců a Odborový svaz severozápadních energetiků. V průběhu dalších let přistoupily k této centrále další odborové svazy jako například Odborové sdružení železničářů, Odborový svaz ploché sklo, Odborový svaz zaměstnanců jaderné energetiky a Řídící letového provozu. S ASO spolupracují i některé samostatné odborové svazy či samostatné základní organizace.

## Předsedové
- od 1995 Bohumír Dufek

## Členové
Členy Asociace samostatných odborů ČR jsou:
- Český odborový svaz energetiků (ČOSE)
- Jednotný svaz soukromých zaměstnanců (JSSZ)
- Lékařský odborový klub - Svaz českých lékařů (LOK-SČL)
- Nezávislý odborový svaz automobilové dopravy (NOSAD)
- Odborová asociace divadelníků (OAD)
- Odborové sdružení pracovníků elektrických drah a autobusové dopravy (OSPEA)
- Odborové sdružení při UJP Praha a.s. (OSUJP)
- Odborové sdružení zaměstnanců finančních orgánů (OSZFO)
- Odborové sdružení zaměstnanců jednoty (OSZJ)
- Odborové sdružení železničářů (OSŽ)
- Odborový svaz Ploché sklo (OSPS)
- Odborový svaz pracovníků zemědělství a výživy - Asociace svobodných odborů ČR (OSPZV-ASO ČR)
- Odborový svaz zaměstnanců jaderné energetiky (OSZJE)
- Odborový svaz zaměstnanců pojišťoven (OSZP)
- Regionální odborový svaz (ROSa)